# El gran delirio
El gran delirio (en francés Le grand délire; en alemán Die grosse Ekstase) es una película franco-germano-italiana de Dennis Berry estrenada en 1975.

## Sinopsis
Los familiares de Pierre quieren convertir su casa en un burdel. Por su parte, su tía se esfuerza por no ceder a la atracción romántica hacia su sobrino.

## Reparto
- Pierre: Pierre Blaise
- Emily: Jean Seberg
- Marie: Isabelle Huppert
- Artmann: Wolfgang Preiss
- Sonia: Stefania Casini